# Тургеневская улица (Тула)
Турге́невская у́лица — улица в Центральном районе Тулы.

## История
Начинается от Менделеевской улицы и упирается в каменную стену Всехсвятского кладбища. Сначала имела название Борисовской, затем её переименовали в Барановую. Своё окончательное название она получила по постановлению Тульской городской думы 12 ноября 1908 года — Тургеневская, в честь писателя И. С. Тургенева.

## Примечательные здания и учреждения
На Тургеневской улице старых зданий осталось не так много.
- В 1917 году дом № 32 в Туле, известный как Дом восстания, играл ключевую роль в Октябрьской революции. С августа по ноябрь 1917 года здесь размещался Тульский комитет РСДРП(б) и редакция газеты «Пролетарская правда». Кроме того, в доме формировали первые отряды Красной гвардии, хранили оружие и собирались революционеры. Здесь также какое-то время жили Лейтейзен и Каминский.
- На пересечении улиц Тургеневской и Льва Толстого расположено здание бывшей земской управы (дом № 47), построенное в 1907 году. Земская управа служила исполнительным органом губернского земского собрания и управляла местным хозяйством. В разное время в этом здании размещались бактериологическая станция и учебно-педагогический музей, Тульское общество любителей естествознания и Тульский отдел Российского общества покровительства животным.
- Особняк (дом № 57) принадлежал Ивану Успенскому. В этом доме прошло детство его сына, писателя-демократа Глеба Ивановича Успенского, о чем свидетельствует мемориальная доска: «Здесь провел свои детские годы автор „Нравов Растеряевой улицы“».
- На месте дома № 13, где в 1900 году родился советский писатель Николай Москвин Воробьев, в 1977 году построили здание Тульской областной универсальной научной библиотеки.
- В 1859 году был построен дом № 39 «с ананасами» и принадлежал жене коллежского секретаря Августье Никитиной Струковой. В 2024 году было обновлено фондом «Том Сойер Фест».
- В доме № 38 жил заслуженный хирург России. С первых дней начала Великой Отечественной Войны оказывал военным большую практическую помощь в организации специализированных отделений, подготовке медицинских кадров, а также в безотказной консультации раненых и больных в любое время суток.
- На пересечении Советской и Тургеневской улицы построен Торговый центр «Гостиный двор».
- В здании № 67 располагается Главное управление администрации города Тулы по Центральному территориальному округу. В соседнем здании № 66 находится Управление Федеральной налоговой службы по Тульской области.

## Пересекает следующие улицы
- переулок Бухоновский
- улица Гоголевская
- улица Каминского
- улица Льва Толстого
- улица Менделеевская
- улица Пушкинская
- улица Советская